# Oscar Rennebohm
Oscar Rennebohm, född 25 maj 1889 i Columbia County, Wisconsin, död 15 oktober 1968 i Madison, Wisconsin, var en amerikansk republikansk politiker. Han var guvernör i delstaten Wisconsin 1947-1951.
Rennebohm var son till William Carl Rennebohm och Julia Brandt Rennebohm. Han arbetade som apotekare. Han deltog i första världskriget i USA:s flotta. Han gifte sig 8 september 1920 med Mary Fowler. Paret fick ett barn.
Rennebohm var viceguvernör i Wisconsin 1945-1947. Guvernör Walter Samuel Goodland avled 1947 i ämbetet och efterträddes av Rennebohm. Demokraten Carl W. Thompson utmanade Rennebohm utan framgång i guvernörsvalet 1948.
Rennebohm var lutheran. Hans grav finns på Forest Hill Cemetery i Madison.